# Culex sandrae
Culex sandrae är en tvåvingeart som beskrevs av Berlin 1969. Culex sandrae ingår i släktet Culex och familjen stickmyggor. Inga underarter finns listade i Catalogue of Life.